# Castor von Apt

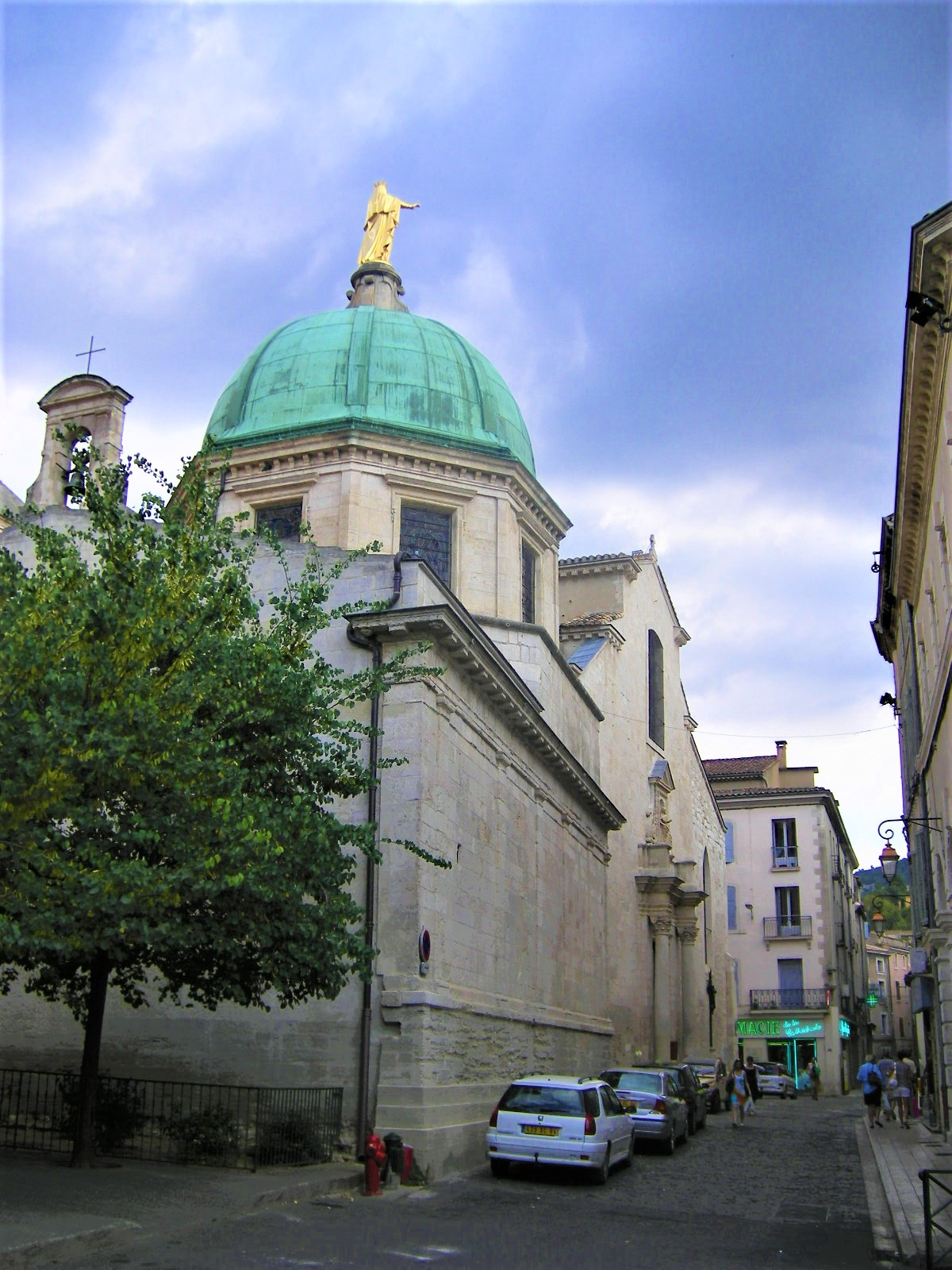
Die Kathedrale von Apt, Grablege des Heiligen

Castor von Apt (* unbekannt; † um 420) ist ein Heiliger der katholischen Kirche. Sein Gedenktag ist der 2. September.
Er wurde in Nîmes geboren und soll der Bruder des Heiligen Leontius von Fréjus (* um 419; † um 488) gewesen sein. Castor war Rechtsanwalt und verheiratet mit einer wohlhabenden Witwe. Er wohnte in Marseille. Seine Frau erlaubte es ihm, ein frommes Leben zu führen; sie selbst trat in ein Nonnenkloster ein. Castor gründete das Kloster von Manauque (Monanque) in der Provence. Später wurde er Bischof von Apt in Gallien. Er starb eines natürlichen Todes.
Seine Gebeine liegen in der Kathedrale von Apt.